# Roszki Leśne
Roszki Leśne – wieś w Polsce położona w województwie podlaskim, w powiecie wysokomazowieckim, w gminie Sokoły.
Zaścianek szlachecki Leśne należący do okolicy zaściankowej Roszki położony był w drugiej połowie XVII wieku w powiecie suraskim ziemi bielskiej województwa podlaskiego. W latach 1975–1998 miejscowość administracyjnie należała do województwa łomżyńskiego.
Wierni kościoła rzymskokatolickiego należą do parafii św. Michała Archanioła w Płonce Kościelnej.

## Historia
Roszki zostały założone najprawdopodobniej w XV w. Wymienione w dokumentach w roku 1545 i 1548.
W I Rzeczypospolitej wieś należała do ziemi bielskiej. Wchodziła w skład tzw. okolicy szlacheckiej Roszki, którą w roku 1827 tworzyły:
- Roszki-Bieńki, 2 domy i 10 mieszkańców
- Roszki-Chrzczony, 19 domów i 94 mieszkańców
- Roszki-Leśne, 10 domów i 70 mieszkańców
- Roszki-Sączki lub Saczki, 5 domów i 31 mieszkańców
- Roszki-Włodki, 13 domów i 82 mieszkańców
- Roszki-Woczki (Wodźki), 24 domy i 139 mieszkańców
- Roszki-Ziemaki, 30 domów i 150 mieszkańców
- Roszki-Rochale i Roszki-Trojany, razem 3 domy i 20 mieszkańców

Pod koniec wieku XIX wieś drobnoszlachecka należąca do powiatu mazowieckiego, gmina Sokoły, parafia Płonka.
W roku 1921 wyszczególniono:
- wieś Roszki Leśne
- wieś Roszki-Chrzczony
- folwark Roszki-Karolin

Naliczono tu łącznie 14 budynków z przeznaczeniem mieszkalnym oraz 62 mieszkańców (34 mężczyzn i 28 kobiet). Wszyscy podali narodowość polską.